# King Salmon, Alaska
King Salmon là một địa điểm chỉ định điều tra dân số (CDP) ở thành phố Bristol Bay thuộc bang Alaska của Hoa Kỳ. Khoảng cách 284 dặm về phía tây nam của Anchorage. Theo điều tra dân số năm 2010, dân số là 374 người. Đây là nơi có Vườn quốc gia và Khu bảo tồn Katmai. King Salmon là nơi đóng trụ sở củ Lake and Peninsula Borough lân cận, nhưng không phục vụ mục đích đó trong khu vực của chính mình, nơi có ghế của nó nằm ở Naknek. 

## Địa lý và khí hậu
King Salmon nằm trên bờ phía bắc của con sông Naknek trên bán đảo Alaska, cách Naknek, gần hồ Naknek khoảng 25 km (16 dặm) trên thượng nguồn. Theo Cục Thống Kê Dân số Hoa Kỳ, các CDP có diện tích 171,0 dặm vuông (443 km2), trong đó, 169,6 dặm vuông (439 km2) là đất và 1,4 dặm vuông (3,6 km2) (0,82%) là nước. King Salmon có khí hậu cận Bắc cực (Köppen Dfc) mặc dù độ cao này là 58 N. Nhiệt độ, đặc biệt là cực kỳ thấp hơn nhiều so với khí hậu đại dương dưới cực của Thái Bình Dương bên bán đảo Alaska; Tuy nhiên, nhiệt độ trung bình vào mùa đông vẫn còn nhẹ hơn một số địa điểm ở Hoa Kỳ, ví dụ như Fargo, ND. Thị trấn này nằm ngay dưới giới hạn của vùng đất đóng băng vĩnh cửu ở Alaska, và được che chở mạnh mẽ từ Hạ Aleutia ẩm ướt, giảm phần lớn độ ẩm của nó ở phía đối diện (phía tây) của dãy núi.
| Dữ liệu khí hậu của King Salmon, Alaska     | Dữ liệu khí hậu của King Salmon, Alaska | Dữ liệu khí hậu của King Salmon, Alaska | Dữ liệu khí hậu của King Salmon, Alaska | Dữ liệu khí hậu của King Salmon, Alaska | Dữ liệu khí hậu của King Salmon, Alaska | Dữ liệu khí hậu của King Salmon, Alaska | Dữ liệu khí hậu của King Salmon, Alaska | Dữ liệu khí hậu của King Salmon, Alaska | Dữ liệu khí hậu của King Salmon, Alaska | Dữ liệu khí hậu của King Salmon, Alaska | Dữ liệu khí hậu của King Salmon, Alaska | Dữ liệu khí hậu của King Salmon, Alaska | Dữ liệu khí hậu của King Salmon, Alaska |
| Tháng                                       | 1                                       | 2                                       | 3                                       | 4                                       | 5                                       | 6                                       | 7                                       | 8                                       | 9                                       | 10                                      | 11                                      | 12                                      | Năm                                     |
| ------------------------------------------- | --------------------------------------- | --------------------------------------- | --------------------------------------- | --------------------------------------- | --------------------------------------- | --------------------------------------- | --------------------------------------- | --------------------------------------- | --------------------------------------- | --------------------------------------- | --------------------------------------- | --------------------------------------- | --------------------------------------- |
| Cao kỉ lục °F (°C)                          | 53 (12)                                 | 57 (14)                                 | 56 (13)                                 | 65 (18)                                 | 79 (26)                                 | 88 (31)                                 | 86 (30)                                 | 84 (29)                                 | 74 (23)                                 | 67 (19)                                 | 56 (13)                                 | 48 (9)                                  | 88 (31)                                 |
| Trung bình ngày tối đa °F (°C)              | 22.8 (−5.1)                             | 23.8 (−4.6)                             | 32.0 (0.0)                              | 41.3 (5.2)                              | 52.1 (11.2)                             | 59.5 (15.3)                             | 63.8 (17.7)                             | 62.2 (16.8)                             | 54.9 (12.7)                             | 40.5 (4.7)                              | 30.5 (−0.8)                             | 23.4 (−4.8)                             | 42.4 (5.8)                              |
| Tối thiểu trung bình ngày °F (°C)           | 8.0 (−13.3)                             | 7.4 (−13.7)                             | 15.1 (−9.4)                             | 24.9 (−3.9)                             | 34.8 (1.6)                              | 42.2 (5.7)                              | 47.5 (8.6)                              | 47.4 (8.6)                              | 40.3 (4.6)                              | 26.0 (−3.3)                             | 15.9 (−8.9)                             | 9.3 (−12.6)                             | 26.6 (−3.0)                             |
| Thấp kỉ lục °F (°C)                         | −48 (−44)                               | −41 (−41)                               | −42 (−41)                               | −15 (−26)                               | 4 (−16)                                 | 29 (−2)                                 | 33 (1)                                  | 25 (−4)                                 | 15 (−9)                                 | −12 (−24)                               | −28 (−33)                               | −38 (−39)                               | −48 (−44)                               |
| Lượng Giáng thủy trung bình inches (mm)     | 1.03 (26)                               | 0.72 (18)                               | 0.79 (20)                               | 0.94 (24)                               | 1.35 (34)                               | 1.70 (43)                               | 2.15 (55)                               | 2.89 (73)                               | 2.81 (71)                               | 2.10 (53)                               | 1.54 (39)                               | 1.39 (35)                               | 19.41 (491)                             |
| Lượng tuyết rơi trung bình inches (cm)      | 7.9 (20)                                | 4.8 (12)                                | 5.7 (14)                                | 4.1 (10)                                | 0.9 (2.3)                               | 0.1 (0.25)                              | 0 (0)                                   | 0 (0)                                   | 0 (0)                                   | 3.0 (7.6)                               | 5.8 (15)                                | 8.1 (21)                                | 40.4 (102.15)                           |
| Số ngày giáng thủy trung bình (≥ 0.01 inch) | 11.3                                    | 8.6                                     | 9.8                                     | 11.2                                    | 12.8                                    | 14.0                                    | 14.7                                    | 16.3                                    | 16.9                                    | 13.2                                    | 12.6                                    | 12.3                                    | 153.7                                   |
| Số ngày tuyết rơi trung bình (≥ 0.1 inch)   | 7.4                                     | 6.0                                     | 7.1                                     | 5.6                                     | 1.4                                     | 0.1                                     | 0                                       | 0                                       | 0.1                                     | 2.8                                     | 6.7                                     | 8.0                                     | 45.2                                    |
| Nguồn: NOAA                                 |                                         |                                         |                                         |                                         |                                         |                                         |                                         |                                         |                                         |                                         |                                         |                                         |                                         |

## Dân số
Theo điều tra năm 2010, khu vực này có dân số  442 người, 196 hộ gia đình, và 105 gia đình cư trú trong khu vực. Mật độ dân số là 2,6 người trên một dặm vuông (1,0 / km²). Có 343 căn hộ với mật độ trung bình là 2,0 trên mỗi dặm vuông (0,8 / km²). Người da trắng chiếm 66,29%, người da đen gốc Phi chiếm 1,13%, thổ dân bản địa chiếm 28,96%, người châu Á chiếm 0,23%.
Có 196 hộ gia đình, trong đó có 30,1% có trẻ em dưới 18 tuổi sống chung với họ, 44,4% là cặp vợ chồng sống cùng nhau, 4,6% có chủ hộ là nữ không có chồng và 46,4% là người không phải là gia đình. 41,3% số hộ gia đình bao gồm các cá nhân và 1,5% có người sống một mình khi đó đã 65 tuổi trở lên. Quy mô hộ trung bình là 2,26 và quy mô gia đình trung bình là 3,17.
Trong khu vực này, cơ cấu độ tuổi 26,2% dưới 18 tuổi, 7,0% từ 18 đến 24, 35,7% từ 25 đến 44, 28,1% từ 45 đến 64 tuổi, và 2,9% từ 65 tuổi trở lên. Độ tuổi trung bình là 38 năm. Đối với mỗi 100 phụ nữ, có 122,1 nam giới. Với mỗi 100 phụ nữ từ 18 tuổi trở lên, có 131,2 nam giới.